# E. Ross Adair
Edwin Ross Adair, född 14 december 1907 i Albion i Indiana, död 5 maj 1983 i Fort Wayne i Indiana, var en amerikansk diplomat och politiker (republikan). Han var ledamot av USA:s representanthus 1951–1971.
Adair tjänstgjorde som USA:s ambassadör i Addis Abeba 1971–1974.
Adair ligger begravd på begravningsplasten Greenlawn Memorial Park and Mausoleum i Fort Wayne.